# I Like You (A Happier Song)
«I Like You (A Happier Song)»  — песня американского рэпера Post Malone при участии исполнительницы Doja Cat, изданная 7 июня 2022 года звукозаписывающим лейблом Republic в качестве третьего сингла с четвёртого студийного альбома Post Malone Twelve Carat Toothache. Песня дебютировала на девятом месте в американском хит-параде Billboard Hot 100, став для Malone его одиннадцатым хитом в top-10 и шестым для Doja Cat.

## Отзывы
Бен Девлин из MusicOMH высоко оценил взаимодействие («химию») между Post Malone и Doja Cat в этой песне. И наоборот, Робин Мюррей из журнала Clash сказал, что «Doja Cat кажется, зря (потратила время) использовала пенистую 'I Like You (A Happier Song)'».

### Итоговые списки
| Публикация/критик | Список                     | Ранг | Ссылка |
| ----------------- | -------------------------- | ---- | ------ |
| Billboard         | The 100 Best Songs of 2022 | 28   | [ 5 ]  |

## Коммерческий успех
13 июня 2022 года песня дебютировала на девятом месте в американском хит-параде Billboard Hot 100, став для Malone его одиннадцатым хитом в top-10 и шестым для Doja Cat.

## Музыкальное видео
Музыкальное видео для «One Right Now» было снято режиссёром child и вышло 26 июня 2022 на YouTube. Пост Мэлоун изображён художником, а Доджа вдохновляющей его музой. Пост в роли художника, работает над произведением искусства в студии, окруженной обоями, напоминающими «Цветущий миндаль» Ван Гога. В какой-то момент он переносится в мир своей живописи, в поле, заполненное цветами, в котором Доджа служит источником вдохновения и произносит свои слова.

## Чарты
| Чарт (2022)                            | Высшая позиция |
| -------------------------------------- | -------------- |
| Австралия (ARIA)                       | 7              |
| Австрия (Ö3 Austria Top 40)            | 51             |
| Бельгия/Валлония (Ultratop 50)         | 34             |
| Канада (Billboard Canadian Hot 100)    | 5              |
| Канада (Billboard AC)                  | 46             |
| Канада (Billboard CHR/Top 40)          | 2              |
| Канада (Billboard Hot AC)              | 16             |
| Чехия (Rádio — Top 100)                | 56             |
| Чехия (Singles Digitál Top 100)        | 42             |
| Дания (Tracklisten)                    | 15             |
| Франция (SNEP)                         | 166            |
| Германия (GfK)                         | 59             |
| Мир (Billboard Global 200)             | 7              |
| Ирландия (IRMA)                        | 15             |
| Италия (FIMI)                          | 86             |
| Нидерланды (Single Top 100)            | 44             |
| Новая Зеландия (Recorded Music NZ)     | 6              |
| Португалия (AFP)                       | 20             |
| Швеция (Sverigetopplistan)             | 23             |
| Швейцария (Schweizer Hitparade)        | 38             |
| Великобритания (OCC UK Singles)        | 19             |
| США (Billboard Hot 100) ·              | 3              |
| США (Billboard Adult Pop Airplay)      | 22             |
| США (Billboard Dance/Mix Show Airplay) | 12             |
| США (Billboard Pop Airplay)            | 1              |
| США (Billboard Rhythmic)               | 1              |

## Сертификации
| Регион                                                                      | Сертификация | Продажи |
| --------------------------------------------------------------------------- | ------------ | ------- |
| Австралия (ARIA)                                                            | Золотой      | 35 000  |
| Новая Зеландия (RMNZ)                                                       | Платиновый   | 30 000  |
| Данные о продажах + прослушиваниях приведены только на основе сертификации. |              |         |

## История выхода
| Регион | Дата         | Формат                 | Лейбл            | Ссылка |
| ------ | ------------ | ---------------------- | ---------------- | ------ |
| США    | 7 июня 2022  | Contemporary hit radio | Republic Mercury | [ 38 ] |
| Италия | 10 июня 2022 | Радио                  | Universal        | [ 39 ] |